# Национално знаме на Китайската народна република
Националното знаме на Китайската народна република (на традиционен китайски: 五星紅旗, на опростен китайски: 五星红旗, на пинин: wǔ xīng hóng qí, в превод „Червеният петзвезден флаг“) е утвърдено като дъжавен символ на 1 октомври 1949 година. Разработено е от Дзън Лянсун – икономист и актьор от провинция Джъдзян. Знамето представлява правоъгълно платнище в червен цвят, който символизира цветът на комунизма. В горния ляв ъгъл е изобразена жълта петолъчка, която е заобиколена от дясно в полукръг от 4 по-малки звезди-петолъчки. Голямата звезда на знамето символизира лидерството на Китайската комунистическа партия в страната. Официално тълкуване на 4-те по-малки звезди няма. Според широко разпространеното тълкуване 4-те по-малки звезди символизират четирите класи в КНР – работниците, селяните, интелигенцията и китайските предприемачи. Според друго тълкувание на националнто знаме на КНР 4-те по-малки звезди символизират петте основни етнически групи в страната. Това тълкувание не трябва да се бърка със знамето „Пет народа в един съюз“, използвано в периода 1912 – 1928 година от Китайската република, на което пет различни по цвят ивици представят петте народа – хан, манджури, монголци, хуейци/уйгури и тибетци.